# Cnemidophorus arubensis
Espèce
Cnemidophorus arubensis est une espèce de sauriens de la famille des Teiidae.

## Répartition
Cette espèce est endémique d'Aruba.

## Description
Cnemidophorus arubensis a le dos olive et ses flancs présentent un grand nombre de taches bleues. Certains individus ont quatre bandes longitudinales bleuâtres qui s'étendent de la tête jusqu'à la queue.

## Étymologie
Son nom d'espèce, composé de arub[a] et du suffixe latin -ensis, « qui vit dans, qui habite », lui a été donné en référence au lieu de sa découverte.
Le nom local de cette espèce (en papiamento) est kododo ou "kododo blauw".

## Publication originale
- Lidth de Jeude, 1887 : On a collection of reptiles and fishes from the West-Indies.  Notes from the Leyden Museum, vol. 9, p. 129-139 (texte intégral).